# Bene, Bereg
Bene (în ucraineană Бене) este o comună în raionul Bereg, regiunea Transcarpatia, Ucraina, formată numai din satul de reședință.

## Demografie
Componența lingvistică a comunei Bene
     Maghiară (90,63%)
     Ucraineană (8,45%)
     Alte limbi (0,85%)
Conform recensământului din 2001, majoritatea populației comunei Bene era vorbitoare de maghiară (90,63%), existând în minoritate și vorbitori de ucraineană (8,45%).